# Transformers: Beast Wars Transmetals
Transformers: Beast Wars Transmetals es un videojuego de lucha de 1999 basado en la serie de dibujos animados y la línea de juguetes Transformers: Beast Wars para Nintendo 64 y PlayStation. Cada versión presenta diferentes mecánicas y personajes jugables.
La versión del juego para Nintendo 64 se conocía como  (ビーストウォーズメタルス64 Transformers: Beast Wars Metals 64?) en Japón. Contiene finales en modo arcade para todos los personajes y varios minijuegos, y fue una exclusiva de Blockbuster Video que inicialmente solo estaba disponible para alquiler.
La versión para PlayStation del juego se conocía como  (ビーストウォーズメタルス 激突!ガンガンバトル Transformers Beast Wars Metals: Gekitotsu! Gangan Battle?) en Japón. Incluye campañas de historias alternativas para las facciones Maximal y Predacon.

## Jugabilidad
En ambos juegos, los jugadores toman el control de uno de los Maximals o Predacons en una batalla 1 contra 1 e intentan agotar la vida de su oponente mediante el uso de proyectiles y ataques cuerpo a cuerpo. Cada personaje puede cambiar entre tres modos diferentes: un modo Bestia, un modo Vehículo y un modo Robot. Los jugadores pueden luchar contra oponentes de la CPU en el modo de un jugador de cada juego, o contra un segundo jugador en el modo versus.
En la versión de Nintendo 64, el juego se desarrolla en una arena plana en 3D. Cada uno de los tres modos de personaje tiene diferentes fortalezas y debilidades: el modo Robot es el más fuerte, pero su uso agota un "indicador de resistencia de energon" que evitará que el personaje ataque cuando esté completamente agotado. El modo Bestia recarga el indicador, pero solo puede usar ataques cuerpo a cuerpo débiles. El modo Vehículo tiene mayor movilidad y no carga ni drena el indicador, pero usa ataques de proyectiles que se evitan fácilmente. El juego cuenta con un modo arcade para un solo jugador, con finales únicos basados en texto para cada personaje. También hay disponible un modo versus, un modo de batalla en equipo y varios minijuegos.
La versión para PlayStation presenta una vista de arriba hacia abajo. Los personajes se mueven por campos de batalla en 3D, cada uno de los cuales presenta varios objetos interactivos y peligros ambientales que pueden causar daño adicional a los combatientes. Infligir y recibir daño también aumentará el súper medidor de cada personaje, lo que les permitirá usar súper ataques poderosos. El juego presenta un modo historia para un solo jugador, en el que cada facción intenta moverse por un mapa para llegar a la base de la facción opuesta, participando en batallas en el camino. El modo historia se divide entre campañas Maximal y Predacon, y presenta escenas de video FMV. El juego también incluye modos versus, supervivencia y entrenamiento, mientras que varias imágenes y videos se pueden desbloquear en una galería del juego.

### Personajes jugables
Los lanzamientos japoneses originales cuentan con ocho personajes jugables, incluidos tres personajes exclusivos de cada versión. Esto se amplió a 12 en cada uno de los lanzamientos norteamericanos mediante la adición de cuatro personajes secretos, todos los cuales son versiones con paleta de colores intercambiada de personajes existentes a los que se les dan líneas de voz únicas. La versión de Nintendo 64 presenta un personaje original, Megatron X, que aparece como un jefe secreto en el modo arcade. En el lanzamiento japonés, Megatron X se puede desbloquear como personaje jugable conectándose a Kettō Transformers Beast Wars: Beast Senshi Saikyō Ketteisen a través del Transfer Pak. Además del elenco jugable, Maximal Rhinox aparece como un personaje no jugador en el modo historia de la versión de PlayStation.
- Airazor[5]
- Blackarachnia
- Cheetor
- Megatron
- Megatron X[6]
- Optimus Primal
- Quickstrike[7]
- Rampage
- Rattrap
- Ravage
- Silverbolt
- Starscream
- Tarantulas
- Terrorsaur
- Tigatron[8]
- Waspinator
- Windrazor

## Trama
Transformers: Beast Wars Transmetals se desarrolla en una versión alternativa de la segunda temporada de la serie animada, tras la introducción de los Transmetals y los Fuzors. Mientras es transportado de vuelta al planeta Cybertron tras su derrota, como se muestra en el episodio final de Beast Wars, Megatron envía un mensaje a través del tiempo a su yo del pasado, advirtiéndole de su propia derrota. Esta acción crea una línea de tiempo divergente en la que varios Maximals y Predacons adquieren nuevas formas Transmetal y reanudan sus batallas en la Tierra prehistórica.
La versión de Nintendo 64 presenta finales de historia únicos para cada personaje, detallando sus acciones después de derrotar al líder de la facción opuesta. La versión de PlayStation presenta dos campañas de historia: la campaña Maximal, en la que Optimus Primal lidera un equipo para infiltrarse en la nave Predacon y recuperar el Disco Dorado robado; y la campaña Predacon, en la que Megatron y sus secuaces atraen a los Maximals fuera de su nave en un intento de acabar con ellos.

## Recepción
El juego tuvo una recepción negativa tras su lanzamiento, y la versión de Nintendo 64 recibió una puntuación del 48.67 % del agregador de reseñas GameRankings.